# Calcatoggio
Calcatoggio (Calcatoghju en corso) es una comuna francesa del departamento de Córcega del Sur, en la colectividad territorial de Córcega.

## Geografía
Situado en el valle de Cinarca a unos 20 kilómetros al norte de Ajaccio, Calcatoggio es un pequeño pueblo situado a aproximadamente 300 metros de altitud. El territorio del municipio se extiende hasta el mar y Calcatoggio posee aproximadamente 10 kilómetros de costa así como una playa arenosa muy grande, la playa de Liscia.
No hay hoteles en el pueblo, pero se encuentran varios en la playa de Liscia. Calcatoggio también posee varios cámpines.

## Demografía
| abs. | 380 | 437 | 415 | 440 | 427 | 318 | 533 | 573 | 620 | 650 | 702 | 665 | 680 | 719 | 744 | 796 | 822 | 803 | 768 | 580 | 567 | 568 | 581 | 541 | 504 | 432 | 429 | 422 | 396 | 332 | 357 | 356 | 490 | 533 |
| Para los censos de 1962 a 1999 la población legal corresponde a la población sin duplicidades (Fuente: INSEE [Consultar]) |     |     |     |     |     |     |     |     |     |     |     |     |     |     |     |     |     |     |     |     |     |     |     |     |     |     |     |     |     |     |     |     |     |     |